# 鈴木政二
鈴木 政二（すずき せいじ、1948年〈昭和23年〉6月6日 - ）は、日本の政治家。
自由民主党所属の元参議院議員（3期）、元愛知県議会議員（4期）。

## 経歴
愛知県碧海郡知立町（現・知立市）生まれ。父親は仏壇店「仏壇の三河屋」を営んでいた。知立町立知立中学校、愛知県立岡崎北高等学校卒業。中学、高校時代は「野球一色の青春」だったという。日本大学法学部政治経済学科卒業後、家の都合で知立市に戻り家業を手伝った。
1974年、知立市議会議員に初当選。
1975年4月、愛知県議会議員選挙に無所属で立候補するも、同じく無所属新人の続木義公に敗れる。同年、福田派の衆議院議員村田敬次郎の秘書となる。
1979年の県議選も再び無所属で立候補。自民党公認を受けた現職の続木を破り初当選を果たした。
2期目の1985年10月21日、旧愛知4区の中野四郎元国土庁長官が急性心不全により死去。中野は一人息子を1981年に病気で亡くしており、1985年11月6日、第1回後継者選考委員会が碧南市の中野の自宅で開かれることになる。後継候補に選ばれたのは中野の第一秘書の中原義正、前特許庁長官の志賀学、県議の杉浦正行、そして鈴木の4名であった。1986年2月6日、赤坂プリンスホテルの福田派の事務所に福田赳夫、安倍晋太郎、藤尾正行、三塚博、塩川正十郎、加藤六月、森喜朗、村田敬次郎ら8人の幹部が集まり、後継者について話し合いがもたれた。鈴木を強く推す村田に対し、岡崎市出身の杉浦正健に傾きつつあった安倍は「鈴木で党の公認はとれるのか」と懸念を示した。福田は無言を押し通したと言われている。この幹部会で鈴木は一旦後継者に内定。ところがその8日後、仏壇屋を営む父親が心労で倒れたことを理由に鈴木は内定を返上し、2月17日、出馬断念を正式に表明した。総選挙は同年7月に行われ、中野の地盤は杉浦正健が引き継いだ。
衆院選出馬のチャンスは逃したものの、県議を4期務めた。1987年には全国商工会青年部連合会副会長に就任した。

### 参議院議員選挙へ
1993年、前年の参院選で初当選した新間正次が公職選挙法違反で在宅起訴される。当選無効による再選挙に向けて、自民党県連は1994年に鈴木の擁立を内定した。同年7月、新間の上告が棄却。それを受けて県連幹事長らは党本部へ打診に出向くが、ちょうど同じ日、静岡市で開かれた東海四県議員親善野球大会の決勝戦で鈴木は二塁からホームへスライディングし右足を骨折した。鈴木は立候補を断念し、自民党も9月に行われる再選挙への候補者擁立をあきらめた。
1994年秋、自民党名古屋市議団は翌年の参院選に向けて、71歳という高齢を理由に現職の吉川博公認に異論を唱えていた。こうした党内部の不協和音を抑え込む形で、1995年1月、県連は吉川の公認を決定した。しかし、その後も三河地域の県議を中心に吉川の公認に否定的な雰囲気がくすぶっていた。同年3月7日までに鈴木が出馬する決意を固めると、3月8日、自民党名古屋市議団は鈴木の全面支援を決定。愛知県選挙区の同党の複数公認は1983年以来なかったが、同日、鈴木は党県連に公認申請を行った。党県連は5月10日、参院選の候補者を鈴木に一本化し、吉川の衆院選・愛知9区への鞍替えを決定。翌日、党本部へ公認申請をした。7月23日に行われた第17回参議院議員通常選挙で初当選。
ある古参の県議は「一時は自民二人擁立の形となったが、共倒れになる恐れは誰にでも分かる。最終的に党本部が決めたものの、当初からそうなるのは目に見えていた」と述べた。ところがわずか2年後の1997年10月、自民党は、次期参院選に現職の大木浩と元衆議院議員の浦野烋興の二人公認を決定してしまう。翌1998年、両候補は見事に票を食い合い、落選した。
1997年、参議院自民党国会対策委員会副委員長に就任。青木幹雄に「国会対策が向いている」と見込まれたことがきっかけで、初当選以来15〜16年の間、6人もの国会対策委員長に仕えた。
1999年10月、第1次森内閣で運輸政務次官に就任。
2001年7月29日に行われた第19回参議院議員通常選挙に当選（2期目）。
2005年10月31日から第3次小泉改造内閣において、政務担当の内閣官房副長官（参院枠）を務め、併せて政府の「拉致問題特命チーム」議長を務めた。2006年9月26日から安倍内閣において内閣官房副長官に再任される。
2007年7月29日に行われた第21回参議院議員通常選挙に当選（3期目）。同年8月、自民党が劣勢となるねじれ国会下において参議院自民党国会対策委員長に就任。
大村秀章が2009年8月の衆院選愛知県内小選挙区で全敗した責任をとり、自民党県連会長を辞任。県連所属国会議員が大村、鈴木、浅野勝人参議院議員の3人だけとなったため、当面立場が安定している鈴木を会長にすることで県連内の意見がまとまる。同年9月19日、党県連会長に就任。
2010年7月には第22回参議院議員通常選挙の結果、逆に自民党など野党優位となったねじれ国会下において参議院議院運営委員長に就任した。
2010年10月、自民党県連は、任期満了に伴う愛知県知事選挙の候補者として総務省職員の重徳和彦に出馬を打診。続いて10月15日、衆議院議員の大村秀章が名古屋市長の河村たかしによる要請を受けて知事選への立候補を模索していることが報じられる。鈴木は党愛知県連会長として、11月15日に大村と東京都内で会談。出馬とりやめを求めたが、大村は鈴木の要請を拒否した。これを受けて愛知県連は党本部に大村の除名処分を上申。しかし選挙の結果は大村の圧勝となり、鈴木は選挙後の2011年2月13日に県連会長辞任を表明した。後任の県連会長には、大村と親しい間柄にあった県議の寺西学が就任した。寺西は残りの任期が切れる同年7月まで会長を務めた。
2011年10月、参議院国家基本政策委員長に就任。
2012年5月29日、次期参院選には出馬せず政界を引退する意向を表明した。鈴木はこの時点でまだ63歳であったが、寺西学に近い県議らを中心に鈴木への多選批判があり、鈴木の支援に難色を示す党の支援団体も出ていた。鈴木は記者会見で「だいぶ前から決意していた」「不出馬の判断に批判の声は関係ない」「自分が身を引くことで県連が変わってもらえれば」と述べ、翌2013年7月、任期満了により政界を引退した。

## 人物
- 2006年5月、統一教会（現・世界平和統一家庭連合）の関連団体である天宙平和連合（UPF）が集団結婚を兼ねた「祖国郷土還元日本大会」を国内12か所で開催[39]。このうち名古屋市で行われた大会に祝電を送った[40]。
- 2008年12月16日の記者会見で、参議院で主導権を握る民主党の国会対応について「数があるからどんなことでも簡単にできると思い込むナチス党や大政翼賛会みたいだ。良識の府から暗黒の府に入っていくのではないか」と述べ批判した[41]。
- 元愛知県議会議員の鈴木雅博（旧姓：渡辺）は娘婿[1]。鈴木政二の秘書を務め、2012年の衆院選で豊田市議会議員の八木哲也が愛知11区から立候補し、比例復活で初当選すると、八木の秘書となった[42]。その後、自民党県連会長代理の倉知俊彦県議の後継指名を受け[注 4][51][52]、2015年4月の愛知県議会議員選挙で無投票で初当選した。2024年2月に行われた豊田市長選挙に立候補し、現職の太田稔彦に僅差で敗れた[53]。
- 2018年秋の叙勲で旭日大綬章を受章[54]。

## 主な所属していた団体・議員連盟
- 神道政治連盟国会議員懇談会
- 北京オリンピックを支援する議員の会
- 日中友好議員連盟
- 日韓議員連盟
- 自民党2005年国際博覧会推進議員連盟事務局長
- 自民党中部国際空港建設促進議員協議会事務局長
- 参議院自由民主党競馬推進議員連盟幹事長